# Heidi Rohi
Heidi Rohi (ur. 23 maja 1966 w Haapsalu) – estońska szpadzistka, dwukrotna medalistka mistrzostw świata.

## Kariera sportowa
Podczas mistrzostw świata w Hadze w 1995 roku Estonki w składzie: Maarika Võsu, Merle Esken, Oksana Jermakowa i Heidi Rohi zdobyły brązowy medal w zawodach drużynowych. W konkurencji tej zdobyła również srebrny medal na mistrzostwach świata w Lizbonie (2002). Była też między innymi czwarta drużynowo na mistrzostwach świata w Kapsztadzie (1997) i mistrzostwach świata w Hawanie (2003).
Wystartowała na igrzyskach olimpijskich w Atlancie w 1996 roku, gdzie drużynowo była piąta, a indywidualnie zajęła 22. miejsce.
Ponadto zdobyła srebrny medal drużynowo na mistrzostwach Europy w Bourges w 2003 roku i brązowy indywidualnie na mistrzostwach Europy w Koblencji w 2001 roku.